# Антонов, Виктор (дизайнер)
Виктор Антонов (болг. Виктор Антонов; 5 февраля 1972, София, Болгария — 7 февраля 2025, V округ Парижа, Франция) — болгарский художник, геймдизайнер, режиссёр, писатель и сценарист, известный прежде всего как художественный директор и главный дизайнер компьютерной игры Half-Life 2 2004 года выпуска, которая была разработана американской компанией Valve и стала одной из самых популярных и значимых игр 2000-х годов.

## Биография
Виктор Антонов родился в 1972 году в столице Болгарии городе Софии. В 1989 году он иммигрировал в Париж, затем в швейцарский Монтрё, а затем в США. В США он проживал в Лос-Анджелесе и Сиэтле, в Пасадине в Art Center College of Design получил степень по промышленному (транспортному) дизайну.
В 1996 году Антонов впервые попал в индустрию компьютерных игр, присоединившись к Xatrix Entertainment. Там он работал над такими играми, как Redneck Rampage (1997), Redneck Rampage Rides Again: Arkansas (1998), Quake 2 Mission Pack: The Reckoning (1998) и Kingpin: Life of Crime (1999).
После этого он покинул Xatrix Entertainment и присоединился к Valve. Там он стал главным дизайнером, художественным директором и концептуальным художником игры Half-Life 2. Большинство локаций Half-Life 2 так или иначе были созданы при участии Виктора Антонова. Ему принадлежат концептуальные и художественные идеи архитектуры и технологий Альянса, Сити 17, а также многих других локаций и транспортных средств, как попавших в финальную версию игры, так и вырезанных в процессе разработки. За свои достижения в Half-Life 2 Антонов выиграл награды от Visual Effects Society и BAFTA. После Half-Life 2 Виктор Антонов участвовал в разработке Half-Life 2: Lost Coast, вышедшей в 2005 году.
В 2005 году Антонов покинул Valve. Уже позже в интервью журналу Игромания он объяснил свой уход тремя причинами: желанием создать компанию The Building Studios, больше переориентироваться на написание сценариев и желанием жить в Париже.
В 2006 году в Париже Антонов основывает компанию The Building Studios, основной целью которой является предоставление дизайнерских и консультационных услуг для различных развлекательных медиа: кинофильмов, сериалов, рекламы и компьютерных игр. Кроме этого Антонов становится преподавателем в Baden-Wuerttemberg Film Academy.
Антонов участвовал в создании игры Dark Messiah of Might and Magic, которая была разработана лионской компанией Arkane Studios и выпущена в октябре 2006 года, а потом писал сценарий и разрабатывал дизайн для следующей игры от Arkane Studios — The Crossing, разработка которой была заморожена в мае 2009 года.
Кроме компьютерных игр Антонов был дизайнером фильма 2006 года Ренессанс. С января 2008 года Антонов работает над франчайзом «Prodigies», продюсируемый Fidelite Films, Onyx и Studio 37. «Prodigies» будет включать в себя кинофильм, книгу комиксов и компьютерную игру.
В июле 2010 года Антонов опубликовал свою первую художественную книгу — научно-фантастический роман «The Colony» (рус. Колония), первую часть запланированной трилогии.
В начале июля 2011 года стало известно, что Виктор Антонов работает над созданием дизайна игрового мира для игры «Dishonored» в жанре стелс-экшн, которая разрабатывается Arkane Studios.
В мае 2014 года было объявлено, что Виктор Антонов работает над дизайном игрового мира в игре «Battlecry» — F2P экшене, который разрабатывается студией Battlecry Studios.
С 2022 года Виктор Антонов участвовал в разработке неназванного проекта Eschatology Entertainment в роли визуального директора.
16 февраля 2025 года стало известно о кончине Антонова в возрасте 53 лет. Причины смерти не сообщаются.

## Работы

### Игры
| Год  | Игра                                          | Разработчик               | Роль                        |
| ---- | --------------------------------------------- | ------------------------- | --------------------------- |
| 1997 | Redneck Rampage                               | Xatrix Entertainment      | художник карты              |
| 1997 | Redneck Deer Huntin'                          | Xatrix Entertainment      | художник                    |
| 1997 | Quake II Mission Pack: The Reckoning          | Xatrix Entertainment      | дополнительный художник     |
| 1997 | Redneck Rampage Rides Again                   | Xatrix Entertainment      | дополнительный художник     |
| 1999 | Kingpin: Life of Crime                        | Xatrix Entertainment      | художник                    |
| 2004 | Half-Life 2                                   | Valve                     | арт-директор                |
| 2004 | Counter-Strike: Source                        | Valve                     | художник                    |
| 2005 | Half-Life 2: Lost Coast                       | Valve                     | арт-директор                |
| 2012 | Dishonored                                    | Arkane Studios            | визуальный дизайнер         |
| 2012 | Dishonored: Dunwall City Trials               | Arkane Studios            | визуальный дизайнер         |
| 2014 | Wolfenstein: The New Order                    | MachineGames              | дополнительный арт-директор |
| 2015 | Fallout 4                                     | Bethesda Game Studios     | консультант                 |
| 2016 | Dishonored 2                                  | Arkane Studios            | консультант                 |
| 2016 | Doom                                          | id Software               | консультант                 |
| 2017 | Prey                                          | Arkane Studios            | консультант                 |
| 2017 | The Elder Scrolls: Legends — Heroes of Skyrim | Dire Wolf Digital         | визуальный дизайнер         |
| 2022 | Weird West                                    | WolfEye Studios           | дополнительный концепт-арт  |
| 2022 | Project DG                                    | Eschatology Entertainment | визуальный директор         |